# Pieter Both (predikant)
Pieter Both (1974) is een Nederlandse predikant en auteur.

## Levensloop
Hij groeide op in de Gereformeerde Kerken vrijgemaakt en studeerde theologie aan de verwante Theologische Universiteit Kampen (Broederweg). Tijdens zijn studie trouwde hij met een medestudente en na hun studie stapten zij beiden over naar de Protestantse Kerk in Nederland. Rolinda Both ging als predikant werken te Vollenhove, Pieter Both werd godsdienstdocent. Zij kregen drie kinderen.
In 2006 overleed zijn vrouw plotseling op 31-jarige leeftijd, waarna Both in 2007 haar predikantsplaats overnam. In 2012 publiceerde hij over deze geschiedenis het boek Dag zeggen. In datzelfde jaar werd hij voorganger in wijkgemeente De Brug van de protestantse gemeente te Spijkenisse. Vanaf september 2018 is hij verbonden aan de Hervormde wijkgemeente De Regenboog in Harderwijk. Sinds medio 2019 is Pieter Both als spreker betrokken bij christelijk videoplatform New Faith Network.

## Verwijzingen
1. ↑  Bio. Pieter Both. Geraadpleegd op 30 april 2020.

- Nederlandse Thesaurus van Auteursnamen: 329150073
- Virtual International Authority File: 288873381